# Auf dem Sand zwischen Hergershausen und Altheim
Auf dem Sand zwischen Hergershausen und Altheim ist ein Naturschutzgebiet in den Gemarkungen Babenhausen und Münster im Landkreis Darmstadt-Dieburg, Süd-Hessen. Das Schutzgebiet wurde mit Verordnung vom 12. Oktober 1998 ausgewiesen.

## Lage
Das Gebiet „Auf dem Sand zwischen Hergershausen und Altheim“ liegt im Naturraum Untermainebene – Gersprenzniederung. Das Naturschutzgebiet befindet sich nördlich von Altheim zwischen Münster und Hergershausen. Es hat eine Fläche von 23,25 Hektar. Im Norden grenzt es an das Naturschutzgebiet „Die kleine Qualle von Hergershausen“ an.

## Schutzzweck
Durch die Unterschutzstellung sollen die extensiv genutzten Feuchtwiesen, Äcker, Brachen, Tümpel, Flachwasserbereiche, Feldgehölze und trockenen Sandflächen erhalten werden. Diese Biotope sind Lebensraum, Überwinterungs- und Rastgebiet für gefährdete und bedrohte Tier- und Pflanzenarten. Durch Pflegemaßnahmen sollen die Flächen mit dem Naturschutzgebiet „Die kleine Qualle von Hergershausen“ und der Gersprenzaue vernetzt werden.

## Die Hergershäuser Wiesen
„Auf dem Sand zwischen Hergershausen und Altheim“ war 1998 das zweite Schutzgebiet in den Hergershäuser Wiesen. Die Flussniederung der Gersprenz war durch Kanalisierung im Jahr 1940, Entwässerung und Grabenvertiefungen in den 1950er Jahren sowie Grundwasserabsenkungen durch Trinkwassergewinnung zunehmend zu einer Ackersteppe degradiert worden. Noch 1970 waren 170 Hektar Wiesenflächen vorhanden. Als 1984 das erste Naturschutzgebiet „Die Kleine Qualle“ ausgewiesen wurde, waren nur noch 27 Hektar Wiesen zwischen Hergershausen und Münster verblieben.
Inzwischen ist die Gersprenz im Bereich der Hergershäuser Wiesen renaturiert worden. Seit 2008, novelliert 2016, sind diese beiden Naturschutzgebiete eingebettet in die größeren Natura2000-Gebiete „Untere Gersprenz“ (FFH-Gebiet 6019-303) bzw. „Untere Gersprenzaue“ (EU-Vogelschutzgebiet 6119-401), Teilfläche Hergershausen.

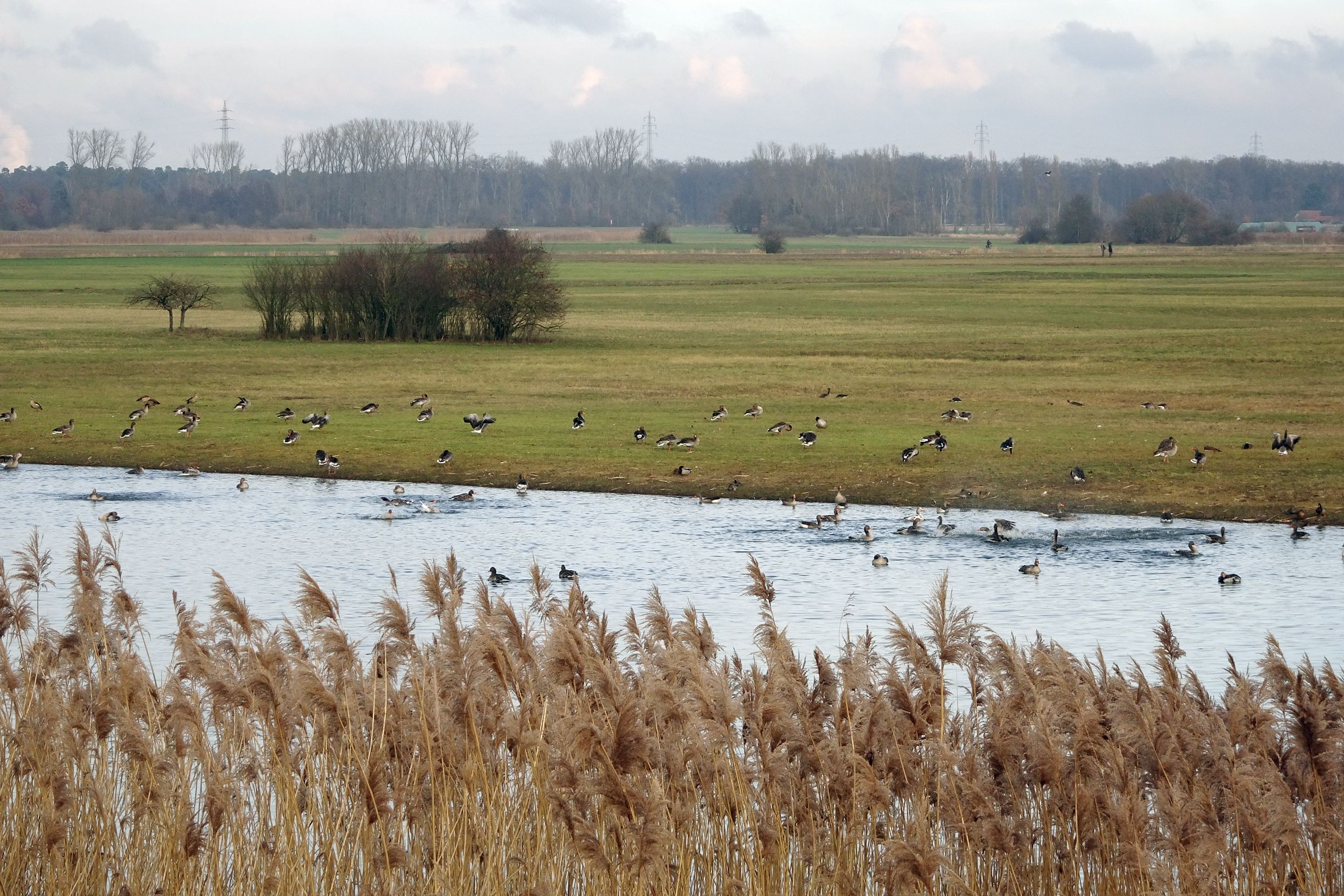
NSG „Auf dem Sand“: Flachwasserbereich, Feuchtwiesen, Graugänse (2019)
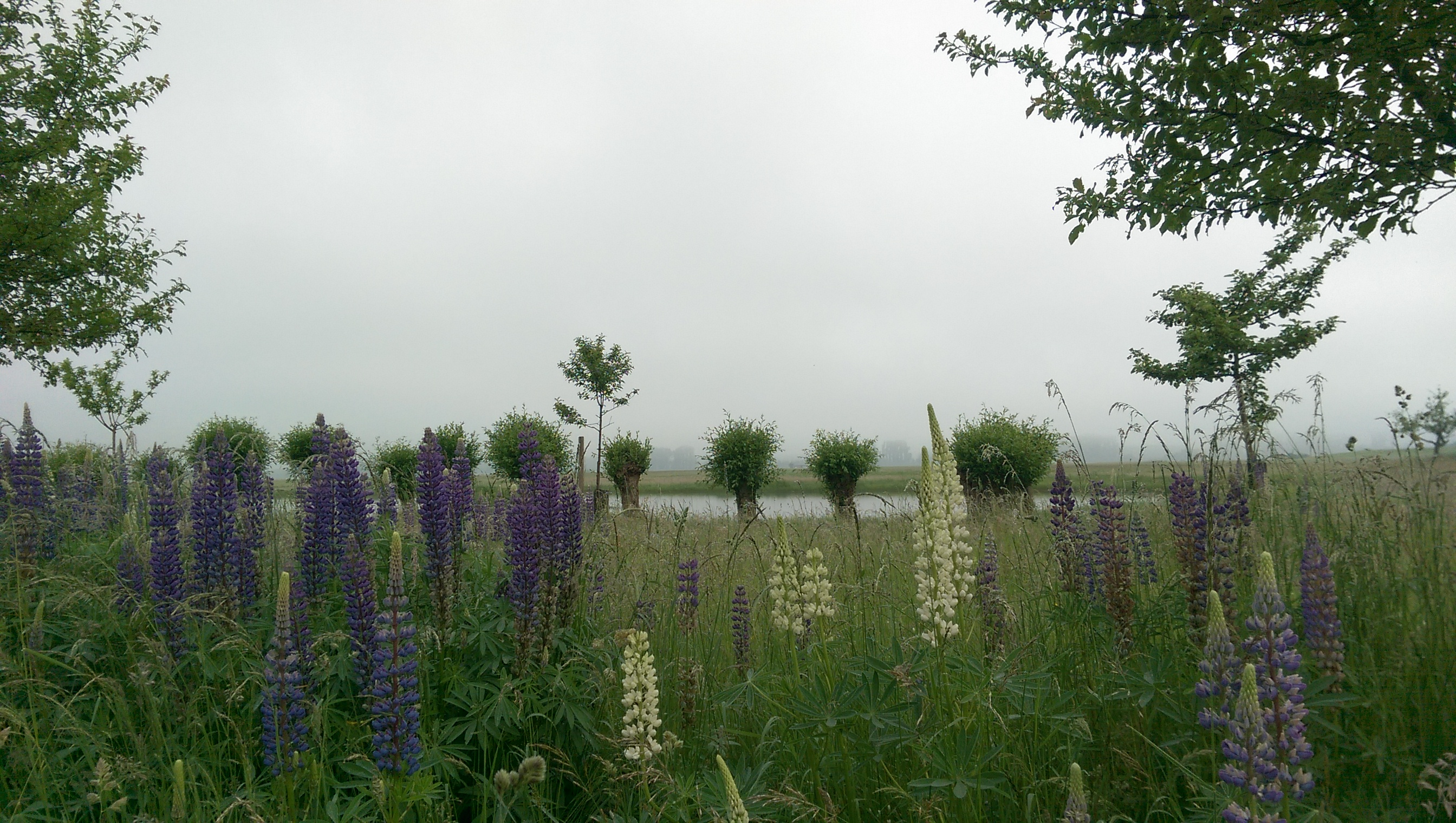
Tümpel, Kopfweiden, Lupinen (2016)
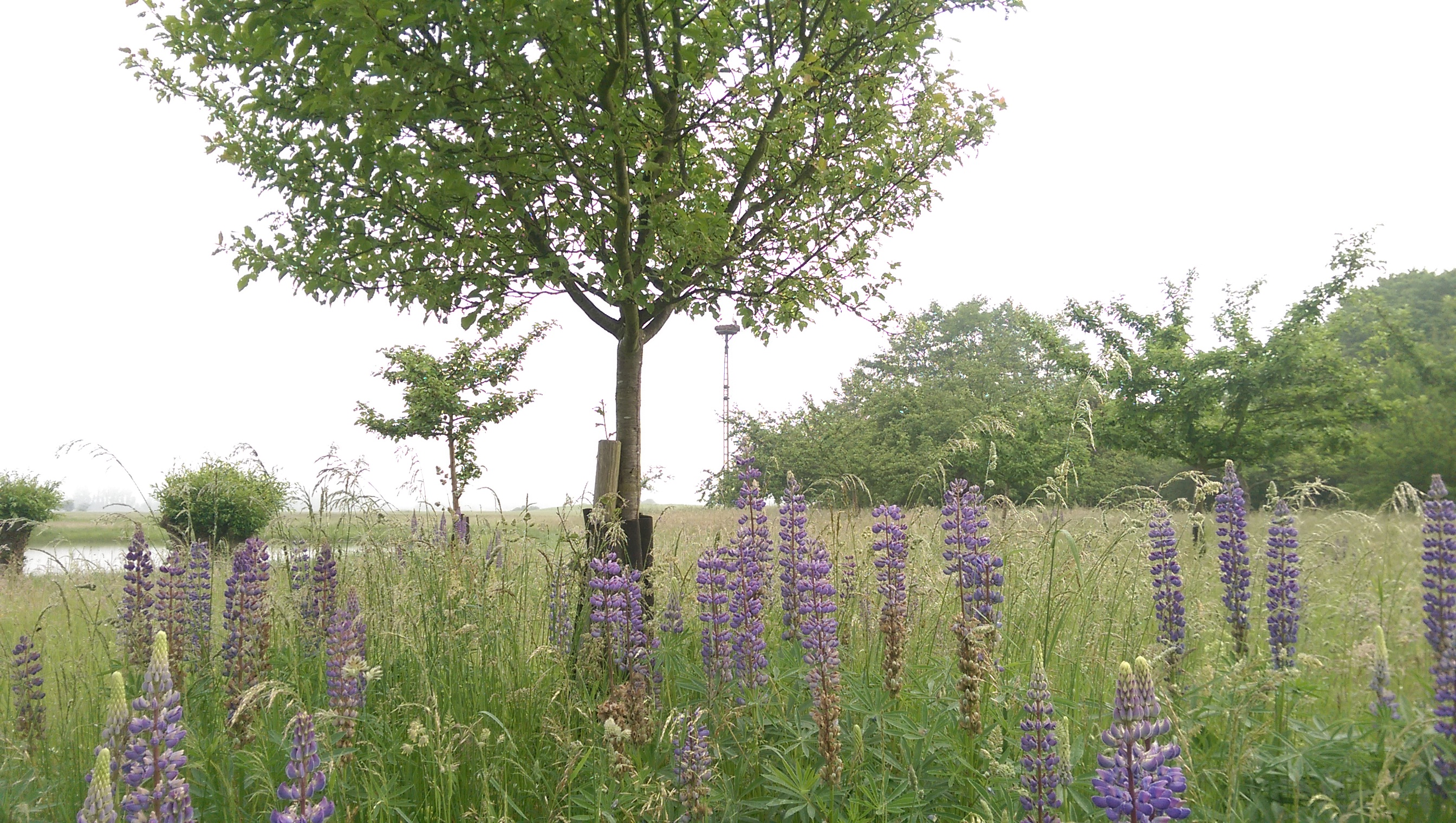
Tümpel, Obstbäume, Storchennest (2016)
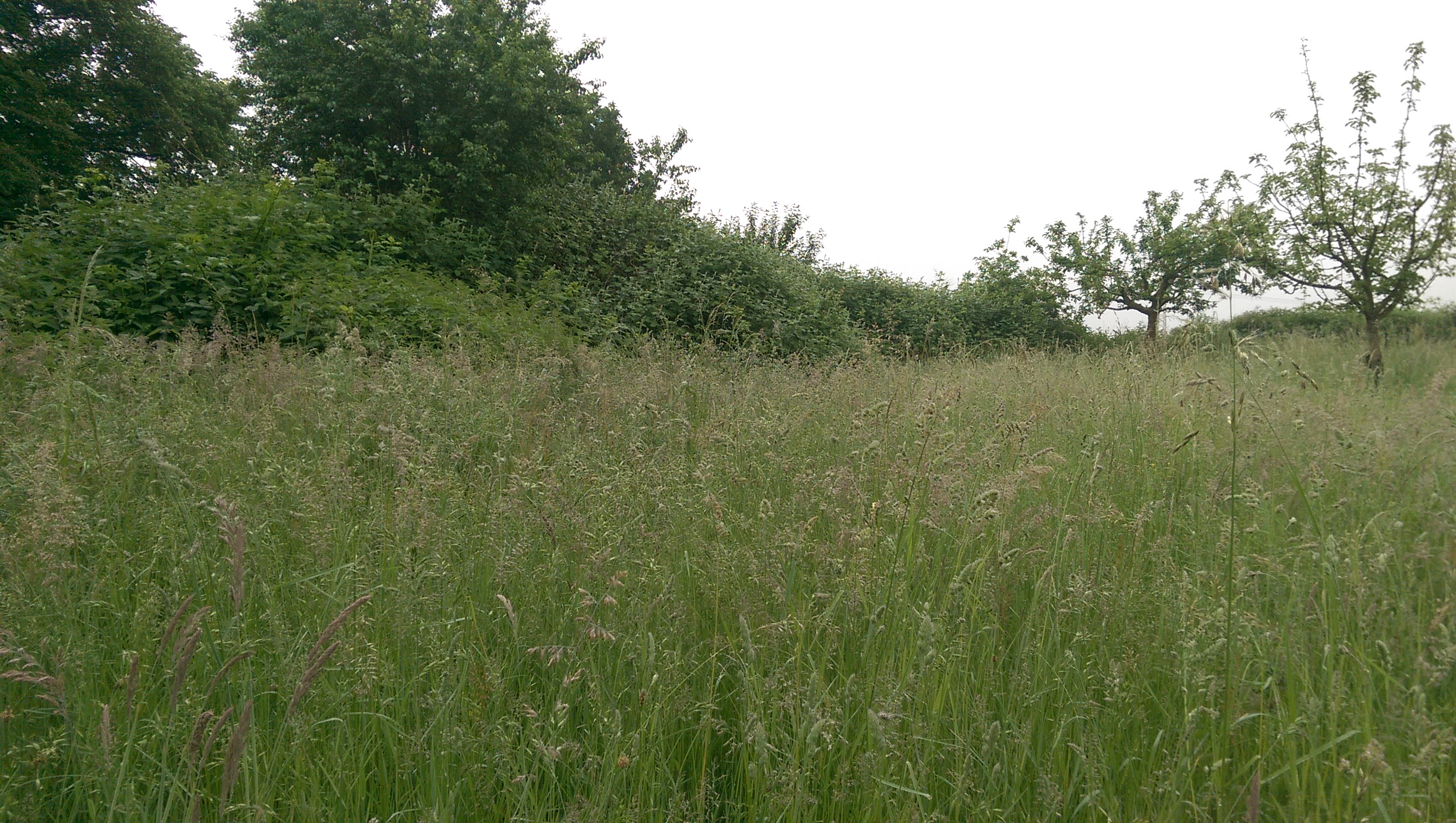
Wiesen, Hecken und Obstbäume (2016)
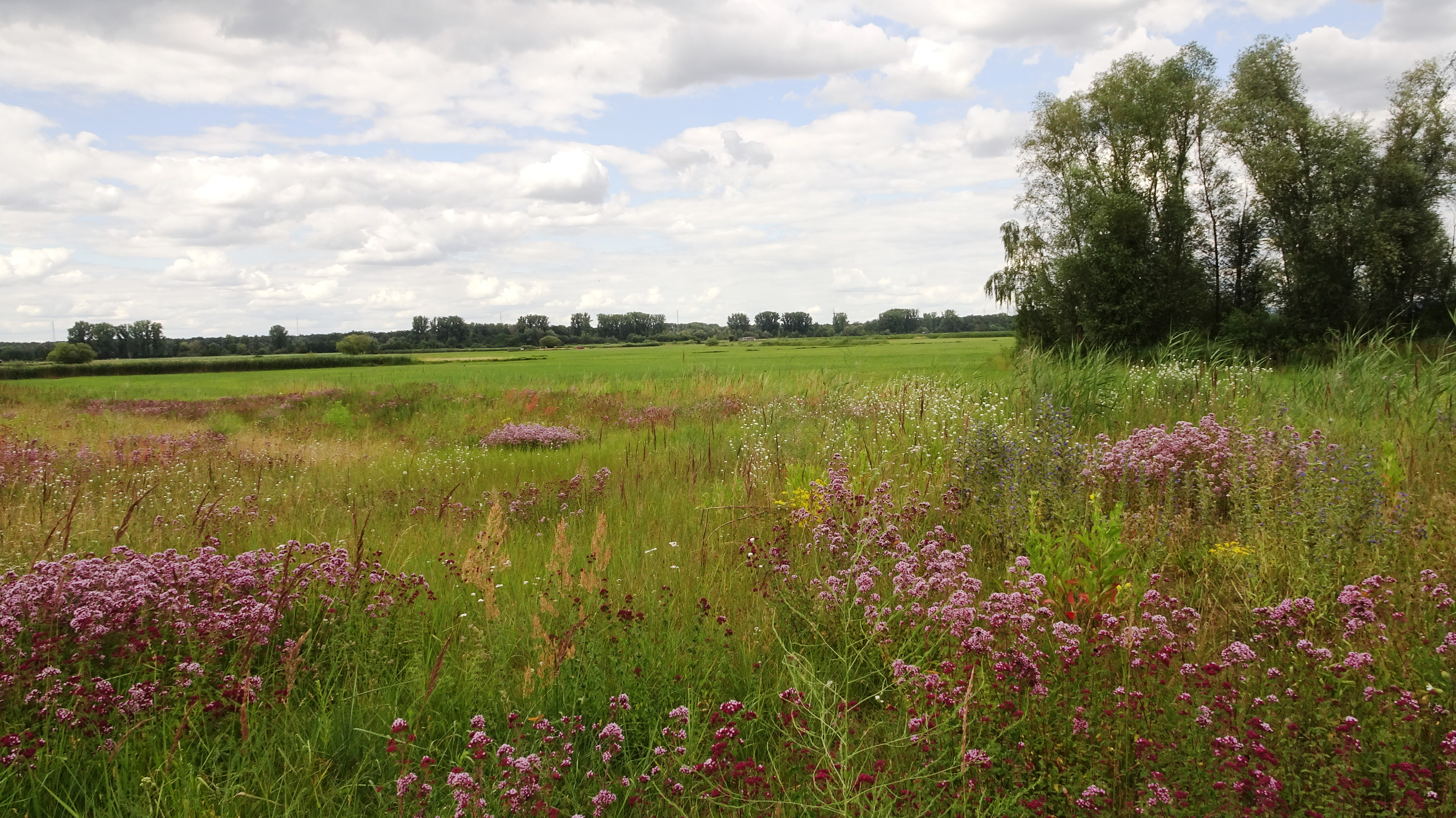
Blick von der Binnendüne im NSG „Auf dem Sand“ auf die Wiesen des NSG „Die kleine Qualle“ (2020)

Eine BioTopTour des Landkreises Darmstadt-Dieburg führt durch die Hergershäuser Wiesen (Wanderroute 5,5 km, Radroute 12 km).